# ماهیچه مصنوعی پنوماتیکی

انقباض و گسترش عضلات هوا.

ماهیچه مصنوعی پنوماتیکی (انگلیسی: Pneumatic artificial muscles) (PAM)ابزارهایی هستند که قابلیت انقباض و کشیده شدن توسط کیسه پنوماتیکی از هوای فشرده را دارند. دریک تقریب حدودی از ماهیچه‌های انسان، PAMها معمولاً به صورت گروه‌های دوگانه قرار دارند: یکی آگونیست (موافق) و یکی آنتاگونیست (مخالف).
PAMها اولین بار در ۱۹۵۰ برای استفاده در اندام‌های مصنوعی توسعه یافتند. شرکت ژاپنی Bridgestone rubber این ایده را در دهه ۱۹۸۰ با نام Rubbertuators تجاری کرد.
قدرت انقباض PAM به وسیله مجموع قدرت کل از الیاف جداگانه بافته شده محدود شده است. براساس سختی بافت محدودیت فاصله داریم. بافتهای سست تر (شُل تر) اجازه برآمدگی بیشتر را می‌دهند، که تابیدگی بیشتری هر الیاف در بافت دارد.
یک مثال از پیکربندی پیچیده از ماهیچه‌های هوایی دست Shadow Dexterous که به وسیله شرکت Shadow Robot توسعه یافته شده است، که همچنین مجموعه‌ای از ماهیچه‌هایی برای پروژه‌ها و سیستم‌های دیگر نیز به فروش رسانده است.

## مزایا
PAMها وزن بسیار کمی دارند زیرا عضو اصلی آنها، یک غشا نازک است. این موضوع به آنها اجازه می‌دهد که به صورت مستقیم به ساختار قدرتی آنها متصل شود؛ که یک مزیت برای جایگزینی ماهیچه‌های آسیب دیده است. اگر یک ماهیچه معیوب جایگزین شود، مکان آن همیشه به سادگی قابل شناسایی و جایگزینی است. این یک خصوصیت مهم است، از زمانی که غشا به نقطه پایانی متصل می‌شود، میزان کشیدگی را معین می‌کند و در نتیجه امکان پارگی غشا وجود دارد.
مزیت دیگر PAMها رفتار ذاتی سازگار آنها است: زمانی که یک نیرو به PAM اعمال می‌شود، بدون افزایش نیروی تحریک، تأثیر آن نیرو را ملاحظه می‌کنیم. این ویژگی مهمی برای زمانی است که PAM به عنوان یک محرک در یک ربات که در تعامل با انسان می‌باشد یا زمانی که عمل ظریفی باید انجام شود، استفاده می‌شود.
در PAMها نیرو فقط وابسته به فشار نیست، بلکه وابسته به میزان برآمدگی آن نیز است. این یکی از بزرگ‌ترین مزایای آنها است، مدل ریاضی که قابلیت PAMها را پشتیبانی می‌کنند، یک سیستم غیرخطی است، که آنها را ساده‌تر از عملگرهای سیلندری پنوماتیکی معمولی برای کنترل دقیق کرده است. رابطه بین نیرو و کشش در PAMها بازتاب می‌کند آنچه به نظر می‌رسد در رابطه طول-کشش در ماهیچه‌های سیستمهای بیولوژیکی است.
تراکم پذیری گازها همچنین یک مزیت است، زیرا آنها قابلیت تطابق را اضافه می‌کنند. مانند دیگر سیستم‌های پنوماتیکی، عملگرهای PAM معمولاً به شیرهای برقی و تولیدکننده هوای فشرده نیاز دارند.
بافت‌های شل طبیعی از پوسته الیاف خارجی همچنین فعال می‌کند PAMها را برای انعطاف‌پذیری و تقلید از سیستم هی بیولوژیکی، اگر سطح الیاف‌ها خیلی بد آسیب ببینند و به‌طور نابرابر توزیع شوند یک فاصله ایجاد می‌کنند، کیسه داخلی ممکن است در اثر فاصله و پارگی متورم شود. همانند همه سیستم‌های پنوماتیکی این مهم است که آنها زمانی که آسیب می‌بینند عمل نمی‌کنند.